# Milan Grol
Milan Grol (cyr.: Милан Грол; ur. 31 sierpnia 1876 w Belgradzie, zm. 3 grudnia 1952 tamże) – jugosłowiański i serbski pisarz, krytyk literacki i polityk.

## Życiorys
W 1899 ukończył studia filozoficzne na uniwersytecie w Belgradzie, a następnie kontynuował studia w Paryżu. Powrócił do kraju w 1902. Początkowo współpracował z Teatrem Narodowym w Belgradzie, a w latach 1906–1909 pracował jako nauczyciel. W czasie I wojny światowej kierował serbskim biurem prasowym w Genewie. Po powrocie do kraju w 1918 pisał teksty o teatrze i o historii Serbii. W latach 1918-1924 kierował Teatrem Narodowym w Belgradzie. W 1924 podjął pracę w ministerstwie spraw zagranicznych jako podsekretarz stanu, a następnie ambasador w Turcji.
W 1918 wstąpił do Serbskiej Partii Demokratycznej i w 1925 uzyskał mandat deputowanego do parlamentu. W lutym 1940, po śmierci Ljubomira Davidovicia objął stanowisko przewodniczącego partii, a po przewrocie 27 marca 1941 wszedł w skład koalicyjnego rządu Dušana Simovicia. W 1941 wraz z rządem znalazł się na emigracji.
Po zawarciu porozumienia pomiędzy Josipem Broz Tito a Ivanem Subašiciem (listopad 1944) wszedł do nowego rządu jako jego wicepremier. Nie mogąc realnie sprawować swojej funkcji (najważniejsze decyzje podejmowało kierownictwo ZKJ) 8 marca 1945 podał się do dymisji. Organ jego partii Demokratija po ukazaniu się sześciu numerów został zamknięty. W listopadzie 1945 został osadzony w areszcie domowym przez władze komunistyczne. Wkrótce potem wycofał się z życia politycznego.
W życiu prywatnym był żonaty (zona Lubica), miał dwoje dzieci (syna Vojislava i córkę Milojkę). W 1990 ukazały się w Belgradzie wspomnienia M. Grola – Londonski dnevnik 1941-1945 (Dziennik londyński 1941-1945).

## Dzieła
- Pozorišne kritike, Belgrad 1931.
- Iz predratne Srbije, Belgrad 1939.
- Iz pozorišta predratne Srbije, Belgrad 1952.